# Starnuto riflesso fotico
Lo starnuto riflesso fotico, anche noto come fotoptarmosi, riflesso eliociliosternuteogenico o sindrome ACHOO (dall'acronimo inverso in lingua inglese Autosomal dominant Compelling Helio-Ophthalmic Outburst, in italiano «scoppio elio-oftalmico autosomico dominante compulsivo») è una condizione genetica a trasmissione autosomica dominante caratterizzata da parossismi di starnuto in seguito all'esposizione a forti fonti di luce.

## Epidemiologia e storia
La sindrome era nota già al tempo degli antichi greci e nel 350 a.C. circa il filosofo Aristotele fu uno dei primi a descrivere questo strano fenomeno nel Libro dei problemi, ipotizzandone i possibili motivi per cui guardare il sole fa starnutire una persona: "Perché il calore del sole provoca starnuti?" Egli ipotizzò che il calore del sole provocasse una sudorazione all'interno del naso, tale da provocare uno starnuto per rimuovere l'umidità.
(Aristotele, Problemata, XXXIII.4)
(Aristotele, Problemata, XXXIII.15)
Nel 1626, nell'opera Sylva sylvarum, il filosofo inglese Francesco Bacone confutò la teoria di Aristotele affrontando il sole ad occhi chiusi, il che non provoca la normale risposta dello starnuto. Bacone intuì quindi che gli occhi avevano un ruolo chiave nel provocare lo starnuto fotico. Egli ipotizzò che guardare la luce del sole facesse lacrimare gli occhi, e poi che l'umidità procedesse a penetrare nel naso e lo irritasse, causando uno starnuto.
Anche se plausibile, gli scienziati in seguito stabilirono che anche la teoria di Bacone non era corretta perché gli starnuti indotti dal sole si verificano troppo rapidamente dopo l'esposizione alla luce solare, mentre la lacrimazione degli occhi è un processo più lento, quindi non poteva giocare un ruolo nello scatenare il riflesso. Oggi l'attenzione scientifica si è concentrata principalmente su un'ipotesi proposta nel 1964 da Henry Everett, che fu il primo a chiamare gli starnuti indotti dalla luce come "effetto dello starnuto fotico". Poiché il sistema nervoso trasmette i segnali ad un ritmo estremamente veloce, il dottor Everett ha ipotizzato che la sindrome sia collegata al sistema nervoso umano e che la stessa fosse forse causata dalla confusione dei segnali nervosi. La base genetica dello starnuto fotico rimane ancora poco chiara, e non sono stati trovati e studiati singoli geni per questa condizione. Tuttavia, la condizione si verifica spesso all'interno della stessa famiglia, suggerendo così che lo starnuto indotto dalla luce sia un tratto ereditario, autosomico dominante. Uno studio del 2010 ha dimostrato una correlazione tra lo starnuto fotico e un polimorfismo mononucleotidico sul cromosoma 2.
La sindrome riguarda quasi il 15-35% della popolazione, con prevalenza nelle persone dalla pelle bianca e nelle donne. Esiste una correlazione statisticamente significativa tra l'insorgenza del riflesso e la presenza di setto nasale deviato. La maggior parte delle persone colpite reagisce con un massimo di tre starnuti consecutivi, con un intervallo fra essi inferiore ai 19 secondi.

## Eziologia
Si ritiene che la sindrome possa essere causata da un'alterazione delle vie nervose che collegano il collicolo superiore alla porzione contenuta nel mesencefalo del nucleo del nervo trigemino. Altri ricercatori sostengono che le cause siano da imputarsi a una maggiore attivazione della corteccia visiva, correlata con l'attivazione del lobo dell'insula e dell'area somestesica secondaria.

## Clinica
Il paziente presenta parossismi di starnuto quando passa dall'oscurità a una luce sufficientemente forte oppure a quella del sole: si parla in questo caso anche di "riflesso eliociliosternuteogenico".

## Trattamento
Il riflesso è ancora poco compreso, tuttavia alcune ricerche hanno dimostrato che gli antistaminici usati per trattare la rinite dovuta alle allergie stagionali possono anche ridurre l'insorgenza di starnuti fotici nelle persone affette da entrambe le patologie.
Coloro che soffrono di starnuti fotici possono trovare sollievo schermandosi gli occhi o il viso con cappelli, sciarpe e occhiali da sole, oppure applicando una pressione trasversale sul prolabio con un dito.
Tra i potenziali pericoli vi è la possibilità che i conducenti possano subire un incidente dovuto alla perdita di controllo del veicolo a seguito di uno starnuto causato, ad esempio, all'uscita da una galleria stradale in una giornata luminosa. Analogamente, i piloti di aerei possono essere a rischio.